# Jiangxi Open
Jiangxi Open je profesionální tenisový turnaj žen hraný v čínské městské prefektuře Ťiou-ťiang, do níž se v roce 2024 přestěhoval z Nan-čchangu. Název Jiangxi byl odvozen z pchin-jinu provincie Ťiang-si, v níž událost probíhá. 
Turnaj byl založen v roce 2014. První dva ročníky se uskutečnily v sérii WTA 125. V roce 2016 byl povýšen do okruhu WTA Tour jako šestá čínská událost v této úrovni ženského tenisu. Původní kategorii International v roce 2021 nahradila WTA 250. Dějištěm je ťiouťiangské Mezinárodní tenisové centrum, kde se hraje na otevřených dvorcích s tvrdým povrchem DecoTurf.
Turnaj je součástí podzimní asijské sezóny, od sezóny 2023 v říjnovém termínu. Mezi roky 2020–2022 se nekonal, když byla čínská část okruhu v letech 2020 a 2021 zrušena kvůli pandemii covidu-19. Od prosince 2021 do dubna 2023 Ženská tenisová asociace navíc bojkotovala čínské turnaje v důsledku kauzy zmizení čínské tenistky Pcheng Šuaj.
Do soutěže dvouhry nastupuje třicet dva singlistek a čtyřhry se účastní šestnáct párů. Nejvyšší počet dvou titulů ve dvouhře získala Číňanka Pcheng Šuaj.

## Místa konání
- 2014–2023: Nan-čchang
- od 2024: Ťiou-ťiang

## Vývoj názvu
- 2014–2016: Jiangxi International Women's Tennis Open
- od 2017: Jiangxi Open

## Přehled finále

### Dvouhra
| Rok  | vítězka                                                 | finalistka                                              | výsledek                                                |
| ---- | ------------------------------------------------------- | ------------------------------------------------------- | ------------------------------------------------------- |
| 2014 | Pcheng Šuaj                                             | Liou Fang-čou                                           | 6–2, 3–6, 6–3                                           |
| 2015 | Jelena Jankovićová                                      | Čang Kchaj-čen                                          | 6–3, 7–6(8–6)                                           |
| 2016 | Tuan Jing-jing                                          | Vania Kingová                                           | 1–6, 6–4, 6–2                                           |
| 2017 | Pcheng Šuaj                                             | Nao Hibinová                                            | 6–3, 6–2                                                |
| 2018 | Wang Čchiang                                            | Čeng Saj-saj                                            | 7–5, 4–0skreč                                           |
| 2019 | Rebecca Petersonová                                     | Jelena Rybakinová                                       | 6–2, 6–0                                                |
| 2020 | zrušeno kvůli pandemii koronaviru a zmizení Pcheng Šuaj | zrušeno kvůli pandemii koronaviru a zmizení Pcheng Šuaj | zrušeno kvůli pandemii koronaviru a zmizení Pcheng Šuaj |
| 2022 | zrušeno kvůli pandemii koronaviru a zmizení Pcheng Šuaj | zrušeno kvůli pandemii koronaviru a zmizení Pcheng Šuaj | zrušeno kvůli pandemii koronaviru a zmizení Pcheng Šuaj |
| 2023 | Kateřina Siniaková                                      | Marie Bouzková                                          | 1–6, 7–6(7–5), 7–6(7–4)                                 |
| 2024 | Viktorija Golubicová                                    | Rebecca Šramková                                        | 6–3, 7–5                                                |

### Čtyřhra
| Rok  | vítězky                                                 | finalistky                                              | výsledek                                                |
| ---- | ------------------------------------------------------- | ------------------------------------------------------- | ------------------------------------------------------- |
| 2014 | Čuang Ťia-žung Džunri Namigatová                        | Čan Ťin-wej Sü I-fan                                    | 7–6(7–4), 6–3                                           |
| 2015 | Čang Kchaj-čen Čeng Saj-saj                             | Čan Ťin-wej Wang Ja-fan                                 | 6–3, 4–6, [10–3]                                        |
| 2016 | Liang Čchen Lu Ťing-ťing                                | Šúko Aojamová Makoto Ninomijová                         | 3–6, 7–6(7–2), [13–11]                                  |
| 2016 | Liang Čchen Lu Ťing-ťing                                | Šúko Aojamová Makoto Ninomijová                         | 3–6, 7–6(7–2), [13–11                                   |
| 2017 | Ťiang Sin-jü Tchang Čchien-chuej                        | Alla Kudrjavcevová Arina Rodionovová                    | 6–3, 6–2                                                |
| 2018 | Ťiang Sin-jü Tchang Čchien-chuej                        | Lu Ťing-ťing Jou Siao-ti                                | 6–3, 6–2                                                |
| 2019 | Wang Sin-jü Ču Lin                                      | Pcheng Šuaj Čang Šuaj                                   | 6–2, 7–6(7–5)                                           |
| 2020 | zrušeno kvůli pandemii koronaviru a zmizení Pcheng Šuaj | zrušeno kvůli pandemii koronaviru a zmizení Pcheng Šuaj | zrušeno kvůli pandemii koronaviru a zmizení Pcheng Šuaj |
| 2022 | zrušeno kvůli pandemii koronaviru a zmizení Pcheng Šuaj | zrušeno kvůli pandemii koronaviru a zmizení Pcheng Šuaj | zrušeno kvůli pandemii koronaviru a zmizení Pcheng Šuaj |
| 2023 | Laura Siegemundová Věra Zvonarevová                     | Eri Hozumiová Makoto Ninomijová                         | 6–4, 6–2                                                |
| 2024 | Kuo Chan-jü Mojuka Učidžimová                           | Katarzyna Piterová Fanny Stollárová                     | 7–6(7–5), 7–5                                           |